# جایزه سینمایی ام‌تی‌وی برای بهترین فیلم
بهترین فیلم‌های سال جایزه سینمایی ام‌تی‌وی که از طرف شبکه ام‌تی‌وی انتخاب شده‌اند در این فهرست گنجانده شده‌اند. در سال ۲۰۱۲ این فهرست به «فیلم سال» تغییرنام یافت.

## برندگان و نامزدان

### دهه ۱۹۹۰
| سال  | نامزدان                              | کارگردان                | منبع  |
| ---- | ------------------------------------ | ----------------------- | ----- |
| ۱۹۹۲ | نابودگر ۲: روز داوری                 | جیمز کامرون             | [ ۱ ] |
| ۱۹۹۲ | بازافروختگی (فیلم)                   | ران هاوارد              | [ ۱ ] |
| ۱۹۹۲ | پسرا و محله                          | جان سینگلتون            | [ ۱ ] |
| ۱۹۹۲ | جی‌اف‌کی (فیلم)                        | الیور استون             | [ ۱ ] |
| ۱۹۹۲ | رابین هود: شاهزاده دزدان             | کوین رینولدز (کارگردان) | [ ۱ ] |
| ۱۹۹۳ | چند مرد خوب                          | راب رینر                | [ ۲ ] |
| ۱۹۹۳ | علاءالدین (فیلم ۱۹۹۲)                | ران کلمنتس و جان ماسکر  | [ ۲ ] |
| ۱۹۹۳ | غریزه اصلی                           | پل ورهوفن               | [ ۲ ] |
| ۱۹۹۳ | محافظ شخصی (فیلم ۱۹۹۲)               | میک جکسون (کارگردان)    | [ ۲ ] |
| ۱۹۹۳ | مالکوم ایکس (فیلم ۱۹۹۲)              | اسپایک لی               | [ ۲ ] |
| ۱۹۹۴ | تهدیدی برای جامعه                    | برادران هیوز            | [ ۳ ] |
| ۱۹۹۴ | فراری (فیلم ۱۹۹۳)                    | اندرو دیویس (کارگردان)  | [ ۳ ] |
| ۱۹۹۴ | پارک ژوراسیک (فیلم)                  | استیون اسپیلبرگ         | [ ۳ ] |
| ۱۹۹۴ | فیلادلفیا (فیلم)                     | جاناتان دمی             | [ ۳ ] |
| ۱۹۹۴ | فهرست شیندلر                         | استیون اسپیلبرگ         | [ ۳ ] |
| ۱۹۹۵ | داستان عامه‌پسند                      | کوئنتین تارانتینو       | [ ۴ ] |
| ۱۹۹۵ | کلاغ (فیلم ۱۹۹۴)                     | الکس پرویاس             | [ ۴ ] |
| ۱۹۹۵ | فارست گامپ                           | رابرت زمکیس             | [ ۴ ] |
| ۱۹۹۵ | مصاحبه با خون‌آشام                    | نیل جوردن               | [ ۴ ] |
| ۱۹۹۵ | سرعت (فیلم ۱۹۹۴)                     | یان ده بونت             | [ ۴ ] |
| ۱۹۹۶ | هفت (فیلم ۱۹۹۵)                      | دیوید فینچر             | [ ۵ ] |
| ۱۹۹۶ | آپولو ۱۳ (فیلم)                      | ران هاوارد              | [ ۵ ] |
| ۱۹۹۶ | دلاور (فیلم)                         | مل گیبسون               | [ ۵ ] |
| ۱۹۹۶ | بی سرنخ (فیلم)                       | ایمی هکرلینگ            | [ ۵ ] |
| ۱۹۹۶ | افکار خطرناک                         | جان ان. اسمیت           | [ ۵ ] |
| ۱۹۹۷ | جیغ (فیلم)                           | وس کریون                | [ ۶ ] |
| ۱۹۹۷ | روز استقلال                          | رولند امریش             | [ ۶ ] |
| ۱۹۹۷ | جری مگوایر                           | کامرون کرو              | [ ۶ ] |
| ۱۹۹۷ | صخره (فیلم)                          | مایکل بی                | [ ۶ ] |
| ۱۹۹۷ | رومئو + ژولیت                        | باز لورمن               | [ ۶ ] |
| ۱۹۹۸ | تایتانیک (فیلم ۱۹۹۷)                 | جیمز کامرون             | [ ۷ ] |
| ۱۹۹۸ | آستین پاورز: مرد بین‌المللی رمز و راز | جی روچ                  | [ ۷ ] |
| ۱۹۹۸ | تغییر چهره                           | جان وو                  | [ ۷ ] |
| ۱۹۹۸ | ویل هانتینگ خوب                      | گاس ون سنت              | [ ۷ ] |
| ۱۹۹۸ | مردان سیاه‌پوش (فیلم ۱۹۹۷)            | بری ساننفلد             | [ ۷ ] |
| ۱۹۹۹ | چیزی در مورد ماریEN                  | برادران فارلی           | [ ۸ ] |
| ۱۹۹۹ | سرقت در ۶۰ ثانیه (فیلم ۲۰۰۰)         | دامینیک سینا            | [ ۸ ] |
| ۱۹۹۹ | نجات سرباز رایان                     | استیون اسپیلبرگ         | [ ۸ ] |
| ۱۹۹۹ | شکسپیر عاشق                          | جان مدن (کارگردان)      | [ ۸ ] |
| ۱۹۹۹ | نمایش ترومن                          | پیتر ویر                | [ ۸ ] |

### دهه ۲۰۰۰
| سال  | نامزدان                                                              | کارگردان                         | منبع   |
| ---- | -------------------------------------------------------------------- | -------------------------------- | ------ |
| ۲۰۰۰ | ماتریکس                                                              | واچوفسکی‌ها                       | [ ۹ ]  |
| ۲۰۰۰ | زیبایی آمریکایی                                                      | سام مندس                         | [ ۹ ]  |
| ۲۰۰۰ | پای آمریکایی (فیلم)                                                  | کریس وایتز و پال وایتز (فیلم‌ساز) | [ ۹ ]  |
| ۲۰۰۰ | آستین پاورز: جاسوسی که مرا تکان داد                                  | جی روچ                           | [ ۹ ]  |
| ۲۰۰۰ | حس ششم (فیلم)                                                        | ام. نایت شیامالان                | [ ۹ ]  |
| ۲۰۰۱ | گلادیاتور (فیلم ۲۰۰۰)                                                | ریدلی اسکات                      | [ ۱۰ ] |
| ۲۰۰۱ | ببر خیزان، اژدهای پنهان                                              | انگ لی                           | [ ۱۰ ] |
| ۲۰۰۱ | ارین براکویچ (فیلم)                                                  | استیون سودربرگ                   | [ ۱۰ ] |
| ۲۰۰۱ | هانیبال (فیلم ۲۰۰۱)                                                  | ریدلی اسکات                      | [ ۱۰ ] |
| ۲۰۰۱ | مردان ایکس (فیلم)                                                    | برایان سینگر                     | [ ۱۰ ] |
| ۲۰۰۲ | ارباب حلقه‌ها: یاران حلقه                                             | پیتر جکسون                       | [ ۱۱ ] |
| ۲۰۰۲ | سقوط شاهین سیاه (فیلم)                                               | ریدلی اسکات                      | [ ۱۱ ] |
| ۲۰۰۲ | سریع و خشمگین (فیلم ۲۰۰۱)                                            | راب کوهن                         | [ ۱۱ ] |
| ۲۰۰۲ | لگالی بلاند                                                          | رابرت لوکتیک                     | [ ۱۱ ] |
| ۲۰۰۲ | شرک (فیلم)                                                           | اندرو آدامسون و ویکی جنسون       | [ ۱۱ ] |
| ۲۰۰۳ | ارباب حلقه‌ها: دو برج (فیلم)                                          | پیتر جکسون                       | [ ۱۲ ] |
| ۲۰۰۳ | باربرشاپEN                                                           | تیم استری                        | [ ۱۲ ] |
| ۲۰۰۳ | ۸ مایل                                                               | کرتیس هنسن                       | [ ۱۲ ] |
| ۲۰۰۳ | حلقه (فیلم ۲۰۰۲)                                                     | گور وربینسکی                     | [ ۱۲ ] |
| ۲۰۰۳ | مرد عنکبوتی (فیلم)                                                   | سام ریمی                         | [ ۱۲ ] |
| ۲۰۰۴ | ارباب حلقه‌ها: بازگشت پادشاه (فیلم)                                   | پیتر جکسون                       | [ ۱۳ ] |
| ۲۰۰۴ | در جستجوی نمو                                                        | اندرو استنتون                    | [ ۱۳ ] |
| ۲۰۰۴ | ۵۰ قرار اول                                                          | پیتر سگال                        | [ ۱۳ ] |
| ۲۰۰۴ | دزدان دریایی کارائیب: نفرین مروارید سیاه                             | گور وربینسکی                     | [ ۱۳ ] |
| ۲۰۰۴ | ایکس ۲: مردان متحد                                                   | برایان سینگر                     | [ ۱۳ ] |
| ۲۰۰۵ | دینامیت ناپلئونEN                                                    | جرد هس                           | [ ۱۴ ] |
| ۲۰۰۵ | شگفت‌انگیزان                                                          | برد برد (کارگردان)               | [ ۱۴ ] |
| ۲۰۰۵ | بیل را بکش بخش ۲                                                     | کوئنتین تارانتینو                | [ ۱۴ ] |
| ۲۰۰۵ | ری (فیلم)                                                            | تیلور هاکفورد                    | [ ۱۴ ] |
| ۲۰۰۵ | مرد عنکبوتی ۲                                                        | سام ریمی                         | [ ۱۴ ] |
| ۲۰۰۶ | به هم ریختن عروسیEN                                                  | دیوید دابکین (کارگردان)          | [ ۱۵ ] |
| ۲۰۰۶ | باکره چهل ساله                                                       | جود آپاتو                        | [ ۱۵ ] |
| ۲۰۰۶ | بتمن آغاز می‌کند                                                      | کریستوفر نولان                   | [ ۱۵ ] |
| ۲۰۰۶ | کینگ کونگ (فیلم ۲۰۰۵)                                                | پیتر جکسون                       | [ ۱۵ ] |
| ۲۰۰۶ | شهر گناه                                                             | رابرت رودریگز و فرانک میلر       | [ ۱۵ ] |
| ۲۰۰۷ | دزدان دریایی کارائیب: صندوقچه مرد مرده                               | گور وربینسکی                     | [ ۱۶ ] |
| ۲۰۰۷ | ۳۰۰ (فیلم)                                                           | زاک اسنایدر                      | [ ۱۶ ] |
| ۲۰۰۷ | تیغ شهرت                                                             | جاش گوردون و ویل اسپک            | [ ۱۶ ] |
| ۲۰۰۷ | بورات: یادگیری‌های فرهنگی آمریکا برای انجام منفعت ملت پرشکوه قزاقستان | لری چارلز                        | [ ۱۶ ] |
| ۲۰۰۷ | میس سان‌شاین کوچولو                                                   | جاناتان دیتون و ولری فاریس       | [ ۱۶ ] |
| ۲۰۰۸ | تبدیل‌شوندگان (فیلم)                                                  | مایکل بی                         | [ ۱۷ ] |
| ۲۰۰۸ | من افسانه‌ام                                                          | فرانسیس لورنس                    | [ ۱۷ ] |
| ۲۰۰۸ | جونو (فیلم)                                                          | جیسون رایتمن                     | [ ۱۷ ] |
| ۲۰۰۸ | گنجینه ملی: کتاب رمز                                                 | جان ترتل‌تاب                      | [ ۱۷ ] |
| ۲۰۰۸ | دزدان دریایی کارائیب: پایان جهان                                     | گور وربینسکی                     | [ ۱۷ ] |
| ۲۰۰۸ | خیلی بد (فیلم)                                                       | گرگ موتلا                        | [ ۱۷ ] |
| ۲۰۰۹ | گرگ و میش (فیلم ۲۰۰۸)                                                | کاترین هاردویک                   | [ ۱۸ ] |
| ۲۰۰۹ | شوالیه تاریکی (فیلم)                                                 | کریستوفر نولان                   | [ ۱۸ ] |
| ۲۰۰۹ | دبیرستان موزیکال ۳: سال آخر                                          | کنی اورتگا                       | [ ۱۸ ] |
| ۲۰۰۹ | مرد آهنی (فیلم ۲۰۰۸)                                                 | جان فاورو                        | [ ۱۸ ] |
| ۲۰۰۹ | میلیونر زاغه‌نشین                                                     | دنی بویل                         | [ ۱۸ ] |

### دهه ۲۰۱۰
| سال                          | نامزدان                            | کارگردان                 | منبع   |
| ---------------------------- | ---------------------------------- | ------------------------ | ------ |
| ۲۰۱۰                         | گرگ و میش: ماه نو                  | کریس وایتز               | [ ۱۹ ] |
| ۲۰۱۰                         | آلیس در سرزمین عجایب (فیلم ۲۰۱۰)   | تیم برتون                | [ ۱۹ ] |
| ۲۰۱۰                         | آواتار (فیلم ۲۰۰۹)                 | جیمز کامرون              | [ ۱۹ ] |
| ۲۰۱۰                         | خماری (فیلم ۲۰۰۹)                  | تاد فلیپس                | [ ۱۹ ] |
| ۲۰۱۰                         | هری پاتر و شاهزاده دورگه (فیلم)    | دیوید یتس                | [ ۱۹ ] |
| ۲۰۱۱                         | گرگ و میش: کسوف                    | دیوید اسلیت              | [ ۲۰ ] |
| ۲۰۱۱                         | قوی سیاه (فیلم ۲۰۱۰)               | دارن آرونوفسکی           | [ ۲۰ ] |
| ۲۰۱۱                         | هری پاتر و یادگاران مرگ - قسمت اول | دیوید یتس                | [ ۲۰ ] |
| ۲۰۱۱                         | تلقین (فیلم)                       | کریستوفر نولان           | [ ۲۰ ] |
| ۲۰۱۱                         | شبکه اجتماعی (فیلم)                | دیوید فینچر              | [ ۲۰ ] |
| ۲۰۱۲                         | گرگ و میش: سپیده‌دم - قسمت اول      | بیل کاندن                | [ ۲۱ ] |
| ۲۰۱۲                         | ساقدوش‌ها                           | پل فیگ                   | [ ۲۱ ] |
| ۲۰۱۲                         | هری پاتر و یادگاران مرگ - قسمت دوم | دیوید یتس                | [ ۲۱ ] |
| ۲۰۱۲                         | خدمتکاران (فیلم)                   | تیت تیلور                | [ ۲۱ ] |
| ۲۰۱۲                         | عطش مبارزه (فیلم)                  | گری راس                  | [ ۲۱ ] |
| ۲۰۱۳                         | انتقام‌جویان (فیلم ۲۰۱۲)            | جاس ویدون                | [ ۲۲ ] |
| ۲۰۱۳                         | شوالیه تاریکی برمی‌خیزد             | کریستوفر نولان           | [ ۲۲ ] |
| ۲۰۱۳                         | جنگوی آزادشده                      | کوئنتین تارانتینو        | [ ۲۲ ] |
| ۲۰۱۳                         | دفترچه امیدبخش                     | دیوید او. راسل           | [ ۲۲ ] |
| ۲۰۱۳                         | تد (فیلم)                          | ست مک‌فارلن               | [ ۲۲ ] |
| ۲۰۱۴                         | عطش مبارزه: اشتعال                 | فرانسیس لورنس            | [ ۲۳ ] |
| ۲۰۱۴                         | ۱۲ سال بردگی                       | استیو مک‌کوئین (کارگردان) | [ ۲۳ ] |
| ۲۰۱۴                         | حقه‌بازی آمریکایی                   | دیوید او. راسل           | [ ۲۳ ] |
| ۲۰۱۴                         | هابیت: برهوت اسماگ                 | پیتر جکسون               | [ ۲۳ ] |
| ۲۰۱۴                         | گرگ وال استریت (فیلم ۲۰۱۳)         | مارتین اسکورسیزی         | [ ۲۳ ] |
| ۲۰۱۵                         |                                    |                          |        |
| بخت پریشان (فیلم)            | جاش بون                            | [ ۲۴ ]                   |        |
| تک‌تیرانداز آمریکایی (فیلم)   | کلینت ایستوود                      | [ ۲۴ ]                   |        |
| پسرانگی (فیلم)               | ریچارد لینکلیتر                    | [ ۲۴ ]                   |        |
| دختر گم‌شده (فیلم)            | دیوید فینچر                        | [ ۲۴ ]                   |        |
| نگهبانان کهکشان (فیلم)       | جیمز گان (فیلم‌ساز)                 | [ ۲۴ ]                   |        |
| عطش مبارزه: زاغ مقلد - بخش ۱ | فرانسیس لورنس                      | [ ۲۴ ]                   |        |
| سلما (فیلم)                  | آوا داورنای                        | [ ۲۴ ]                   |        |
| شلاق (فیلم ۲۰۱۴)             | دیمین شزل                          | [ ۲۴ ]                   |        |